# Geralda de Portella
Geralda de Portella va ser la monja a qui s'atribueix la fundació del Monestir de Santa Maria de Valldaura, a Olvan (Berguedà), el 1241. Abans però havia estat esposa de Bernat de Portella amb qui van tenir tres fills: Raimon, Beatriu i Pere.
Si bé per la documentació conservada s'entén que va ser una monja amb una certa autoritat dins la comunitat, mai va ser abadessa. La seva figura apareix a vegades esmentada com a Geralda de Berga. Però en el document més destacat apareix com Geralda de Portella, quan el Bisbe d'Urgell, Ponç de Vilamur i el seu capítol, li donen permís per construir el monestir, establir-hi una comunitat i escollir l'abadessa, l'any 1241.